# Euploea jamesi
Euploea jamesi är en fjärilsart som beskrevs av Butler 1876. Euploea jamesi ingår i släktet Euploea och familjen praktfjärilar. Inga underarter finns listade i Catalogue of Life.